# Cai Burchard von Ahlefeldt
Cai Burchard Graf von Ahlefeldt (* 23. August 1671; † 21. Dezember 1718) war Gutsherr der Adligen Güter Bystorp,  Gut Eschelsmark, Ornum und Stubbe.

## Leben
Cai Burchard von Ahlefeldt war der Sohn des königlich dänischen Kammerherrn und Landrats Burchard von Ahlefeldt (1634–1695) und dessen Frau Dorothea geb. von Rumohr (1647–1686), Tochter des Hans von Rumohr (1606–1673), Herr auf Borghorst und Stubbe. Seine Frau war Charlotte Amalie von Holstein (1681–1752), Tochter des Adam Christopher von Holstein (1631–1690). Aus dieser Ehe gingen drei Kinder hervor, unter denen auch der Königlich-Dänische Generallieutenant und Kammerherr Conrad von Ahlefeldt war. Cai Burchard von Ahlefeldt war ab 1692 Kapitän des ersten Jütland Reiterregiments in Ungarn und wurde 1694 zum Major ernannt, es folgte 1698 die Ernennung zum Oberstleutnant und 1700 zum Oberst. Im Jahr 1704 nahm er seinen Abschied aus dem Militärdienst und wurde 1705 Kammerherr. 1713 war von Ahlefeldt Stellvertreter Vorsitzender Landtages und Amtmann in den Grafschaften Bordesholm, Neumünster und Kiel. Am 13. Oktober desselben Jahres wurde er zum Ritter des Dannebrog-Ordens. Ab 1716 war von Ahlefeldt Abgeordneter des Landtages, bis er im Dezember 1718 verstarb.